# Eskön
Eskön är en by i Hille socken i Gävle kommun belägen på ön med samma namn belägen cirka 20 kilometer nordost om Gävle. För bebyggelsen i byn och grannbyn Eskörönningen belägen på västra sidan av Eskösundet har SCB avgränsat och namnsatt småorten Eskön-Eskörönningen. 
På Eskön bodde enligt jordeboken 1541 Monss i Äsköne. Namnet är det fornsvenska ordet "äske", askbestånd, ställe där det växte ask. Namnet Eskön betyder alltså ön där det växer ask och uttalades förr i tiden "Ä-schön". 
På södra delen av ön återfinns sedan 2020 småorten Hamnskär och Smörsten.